# Vultee V-11

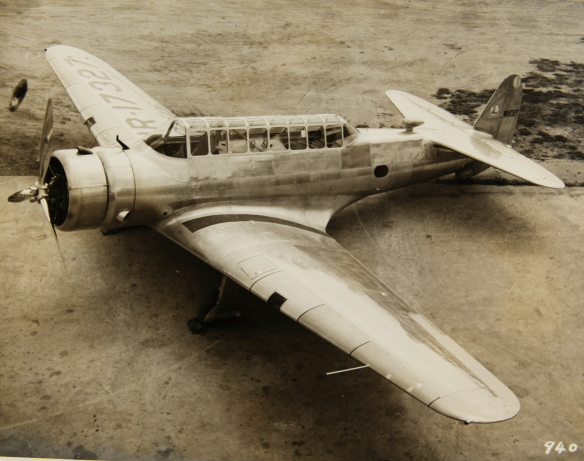
Protótipo Vultee V-11GB NR-17327

O Vultee V-11 e V-12 foram caça-bombardeiros americanos monoplanos e com estrutura monocoque da década de 1930. Desenvolvidos a partir do avião comercial monomotor Vultee V-1, o V-11 e o V-12 foram adquiridos por várias nações para suas forças armadas, incluindo a China, que o utilizou em combate contra forças japonesas na Segunda Guerra Sino-Japonesa. O Corpo Aéreo do Exército dos Estados Unidos comprou sete V-11 como YA-19 anos antes da Segunda Guerra Mundial, testando-os para obter dados e comparar com aeronaves de ataque leve bimotoras.

## Projeto e desenvolvimento
Em 1935, a Vultee Aircraft produziu um bombardeiro leve derivado de seu avião comercial monomotor Vultee V-1, que, apesar de ter demonstrado um bom desempenho, foi vendido em pequena quantidade devido a restrições impostas pelo uso de aeronaves monomotoras em operações de transporte de passageiros regular.
A aeronave resultante, o Vultee V-11, manteve o formato monomotor asa-baixa e estrutura toda de metal do V-1. Combinou uma nova fuselagem com acomodação para três tripulantes sob um longo canopy envidraçado, mantendo ainda a asa e superfícies de cauda do Vultee V-1.

## Histórico operacional

### China

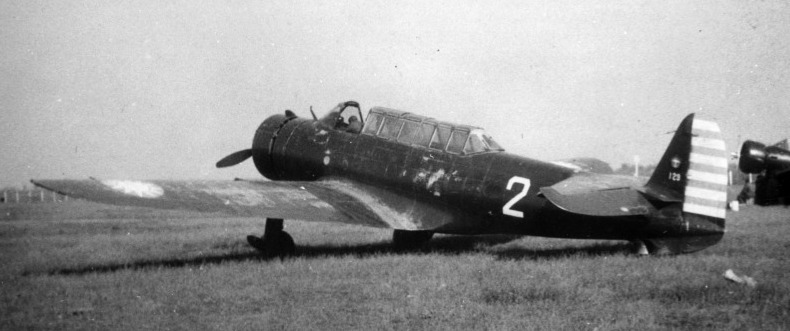
Vultee V-11-G chinês camuflado

Um pedido inicial de 30 V-11G com dois assentos foi feito pela China antes do fim de 1935. Este pedido foi seguido de outros em 1939, para duas versões (a V-12-C e V-12D) da variante mais potente, V-12. A maioria dessas aeronaves seriam montadas a partir de kits em uma fábrica chinesa em Loiwing, próximo da fronteira entre Chine e Myanmar, e apesar do primeiro pedido de 25 V-12-C ter sido montado com sucesso, a fábrica foi fortemente bombardeada logo após o início da montagem dos primeiros V-12-D. Isto resultou em algumas estruturas parcialmente prontas serem evacuadas para a Índia, onde planejava-se concluir a montagem da aeronave na fábrica da Hindustan Aeronautics em Bangalore. Entretanto, após alguns terem sido montados, a produção foi suspensa devido à outras prioridades estabelecidas pela fábrica.
Os V-11 e V-12 foram usados como bombardeiros leves, tendo alcançado algum sucesso, incluindo em uma missão de bombardear um aeródromo japonês, realizado por 4 aeronaves em Yuncheng, no dia 5 de fevereiro de 1939, pelo 10º Esquadrão da Força Aérea da República da China, antes de serem retiradas de missões de bombardeio para missões de treinamento e ligação em 1940.

### Brasil

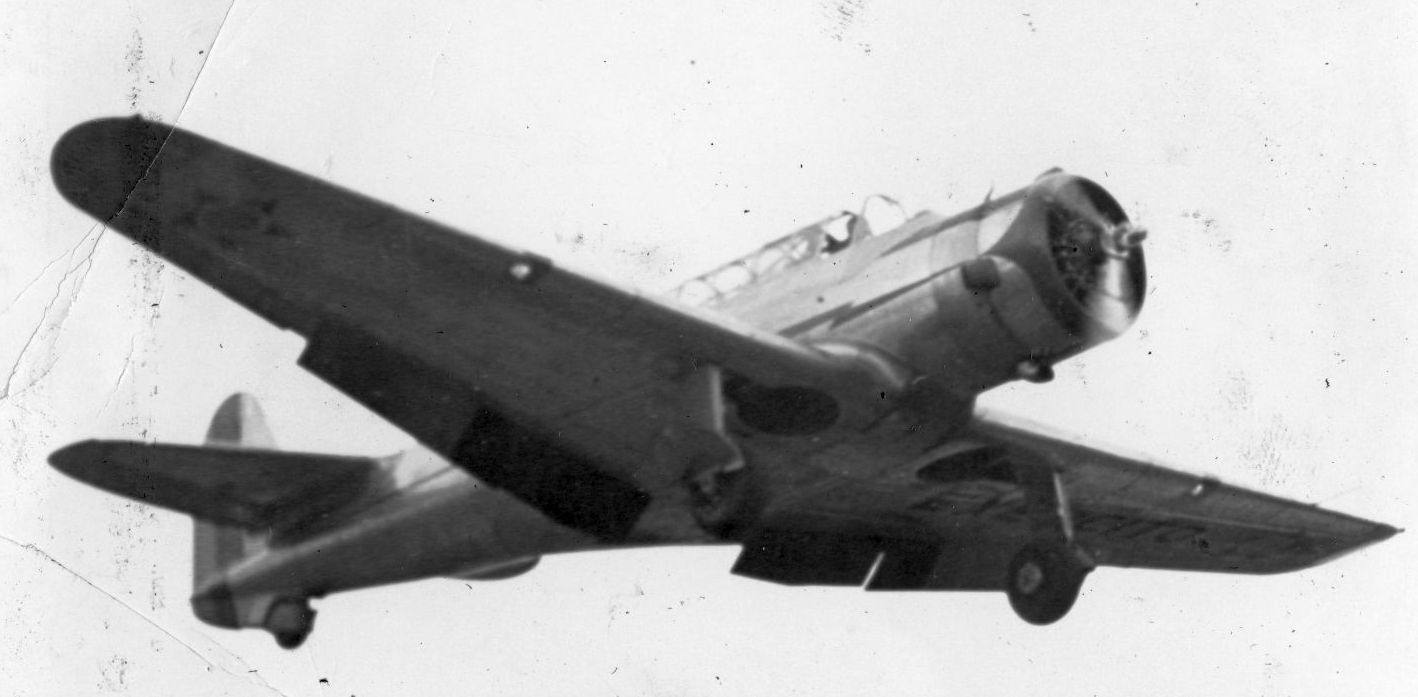
Vultee V-11-GB2 brasileiro

Em fevereiro de 1939, a Força Aérea Brasileira adquiriu 10 Vultee V-11–GB2 para bombardeios de longo alcance. 26 aeronaves foram eventualmente pela Força Aérea.
Um voo sem escalas de 3 250 km (1 750 m.n.) foi realizado em solo brasileiro, com uma duração de 11 horas e 45 minutos, no dia 8 de novembro de 1939.
Em 26 de agosto de 1942, um U-boat foi atacado a 50 milhas da cidade de Araranguá, na costa sul do Brasil. Apesar de ser inadequado para operações anti-submarino, a aeronave voou baixo e soltou três bombas de 250 lb (113 kg), com algumas explodindo ao redor do submarino, danificando também a aeronave.

### União Soviética

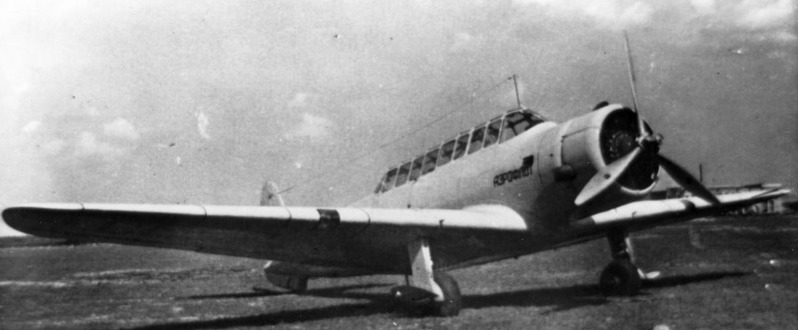
Vultee PS-43 da Aeroflot

Em 1936, a União Soviética comprou quatro V-11-GB de três assentos, junto com uma licença para produção. A aeronave entrou em produção soviética em 1937 como BSh-1 (Bronirovanny Shturmovik), mas a blindagem utilizada para a missão de ataque ao solo reduzia de forma inaceitável o desempenho, com a produção tendo sido encerrada após 31 aeronaves produzidas. Estas foram então transferidas para a Aeroflot e redesignadas PS-43 para uso como aeronaves de transporte de alta velocidade até a invasão alemã em 1941, quando retornaram para a Força Aérea Soviética para missões de ligação.

### Estados Unidos

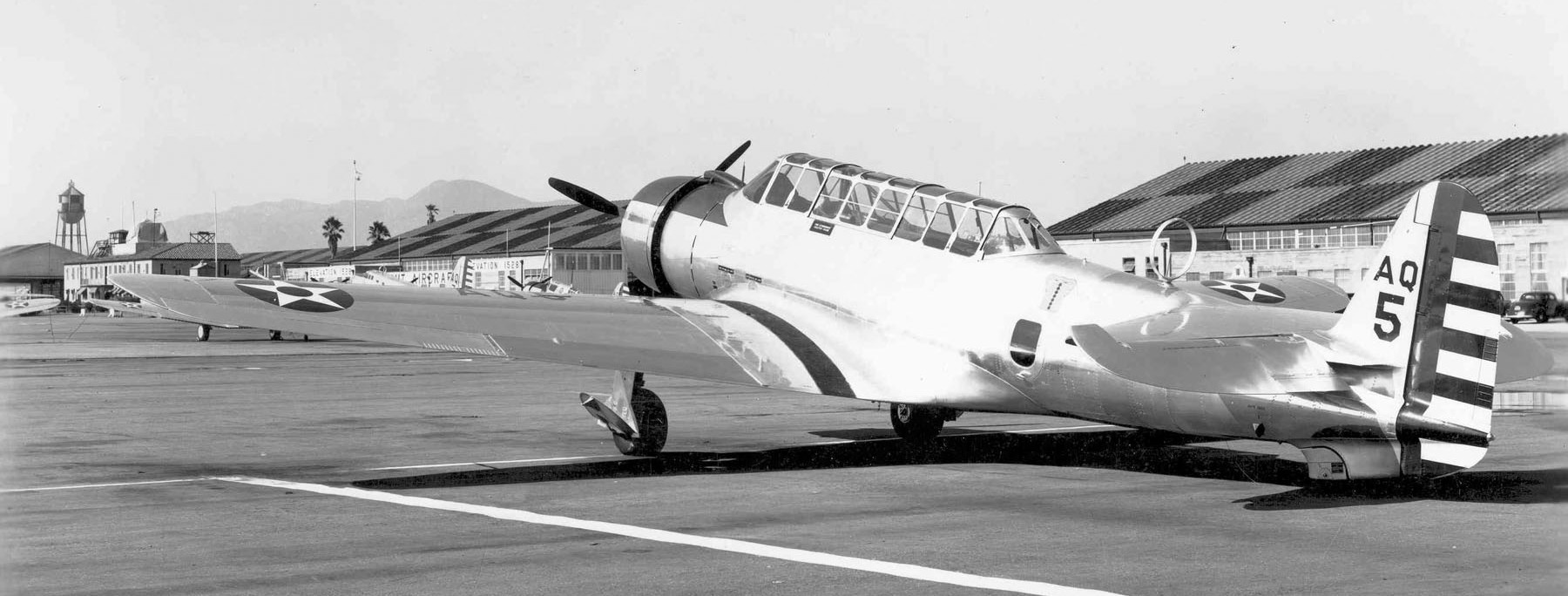
Vultee YA-19 do 17º Grupo de Ataque em March Field, Califórnia (1939)

No final da década de 1930, o Corpo Aéreo do Exército dos Estados Unidos favoreceu aeronaves de ataque leve bimotoras, mas sete YA-19 foram pedidos no verão de 1938 para propósitos de comparação. Os YA-19 eram armados com seis metralhadoras de 7.62 mm e 1 080 lb (490 kg) de bombas em uma baia interna, motorizado com um motor radial Pratt & Whitney R-1830 Twin Wasp de 1.200 hp, com três tripulantes, incluindo um piloto, um observador/atirador e um bombardeiro/fotógrafo.
Uma característica distinta do desenho do YA-19 era seu estabilizador horizontal, localizado à frente do estabilizador vertical. O pequeno tamanho deste último causava uma instabilidade direcional, de fomra que os últimos YA-19 foram equipados com estabilizadores verticais maiores. 
Os testes em serviço mostraram que as aeronaves bimotoras eram mais rápidas, podiam ser melhor armadas e carregar mais bombas, de forma que os YA-19 não fossem mais pedidos. Após os testes de comparação, cinco YA-19 foram redesignados A-19 e colocados no 17º Grupo de Ataque em March Field, Califórnia, por um breve período, antes de serem transportados para a Zona do Canal do Panamá para tarefas de transporte e ligação. O A-19 nunca foi utilizado em combate, sendo rapidamente aposentado no início da década de 1940.

## Variantes

### Designações da Vultee

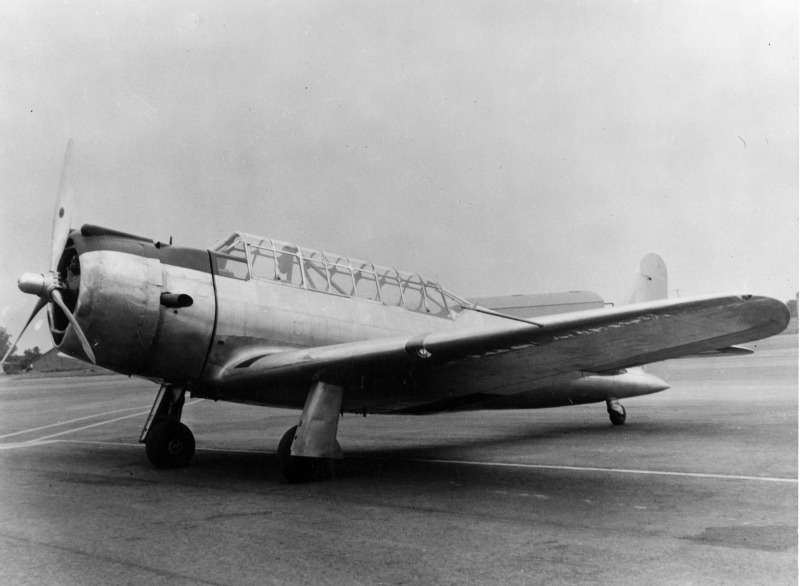
Protótipo do Vultee V-12

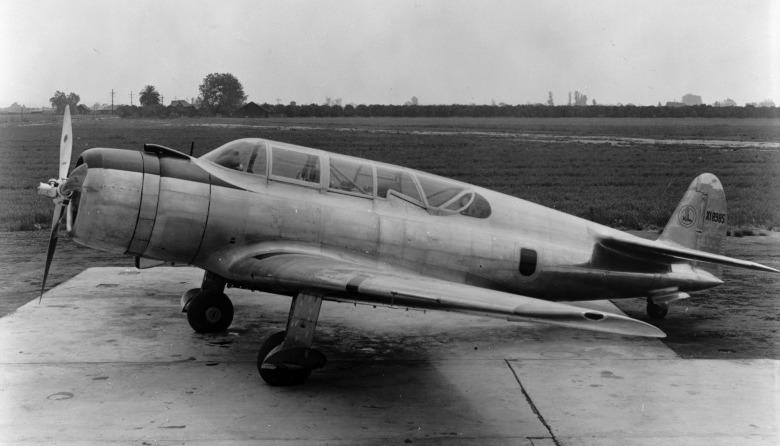
Protótipo do Vultee V-12-D

V-11
Primeiro protótipo equipado com um motor Wright SR-1820-F53 Cyclone de 750 hp, com uma hélice Hamilton Standard de duas pás de passo variável, que se acidentou e matou o piloto e um engenheiro.
V-11-A
Segundo protótipo, similar ao primeiro V-11, mas com uma hélice de três pás de velocidade constante.
V-11-G
Bombardeiro leve de produção, com dois assentos. Motorizado com um Wright R-1820-G2 Cyclone de 850 hp. 30 construídos para a China.
V-11-GB
Versão com três assentos do V-11. 4 aeronaves compradas pela União Soviética (2 como aeronaves padrão), 40 pela Turquia e outros.
V-11-GB2
26 comprados pelo Brasil – similar ao V-11-GB
V11-GB2F
Modelo final para o Brasil, equipado com fluturadores, mas nunca aceito.
V-11-GBT
Redesignação do V-11-GB para a Turquia
V-12
Versão revisada do bombardeiro de três assentos com aerodinâmica refinada e mais potência. Um protótipo voou em 1939 com um Pratt & Whitney R-1830 Twin Wasp.
V-12-C
Versão de produção do V-12 para a China. Motorizado com um R1820-G105B Cyclone. 26 construídos, um pela Vultee e os 25 remanescentes pela China.
V-12-D
Versão revisada com uma nova fuselagem e equipada com um motor Wright R-2600 Cyclone 14 de 1600 hp. 52 pedidos pela China, dois de modelo construídos pela Vultee e 50 em produção local.
V-52
Versão de observação não construída, baseada no YA-19.

### Designações do USAAC

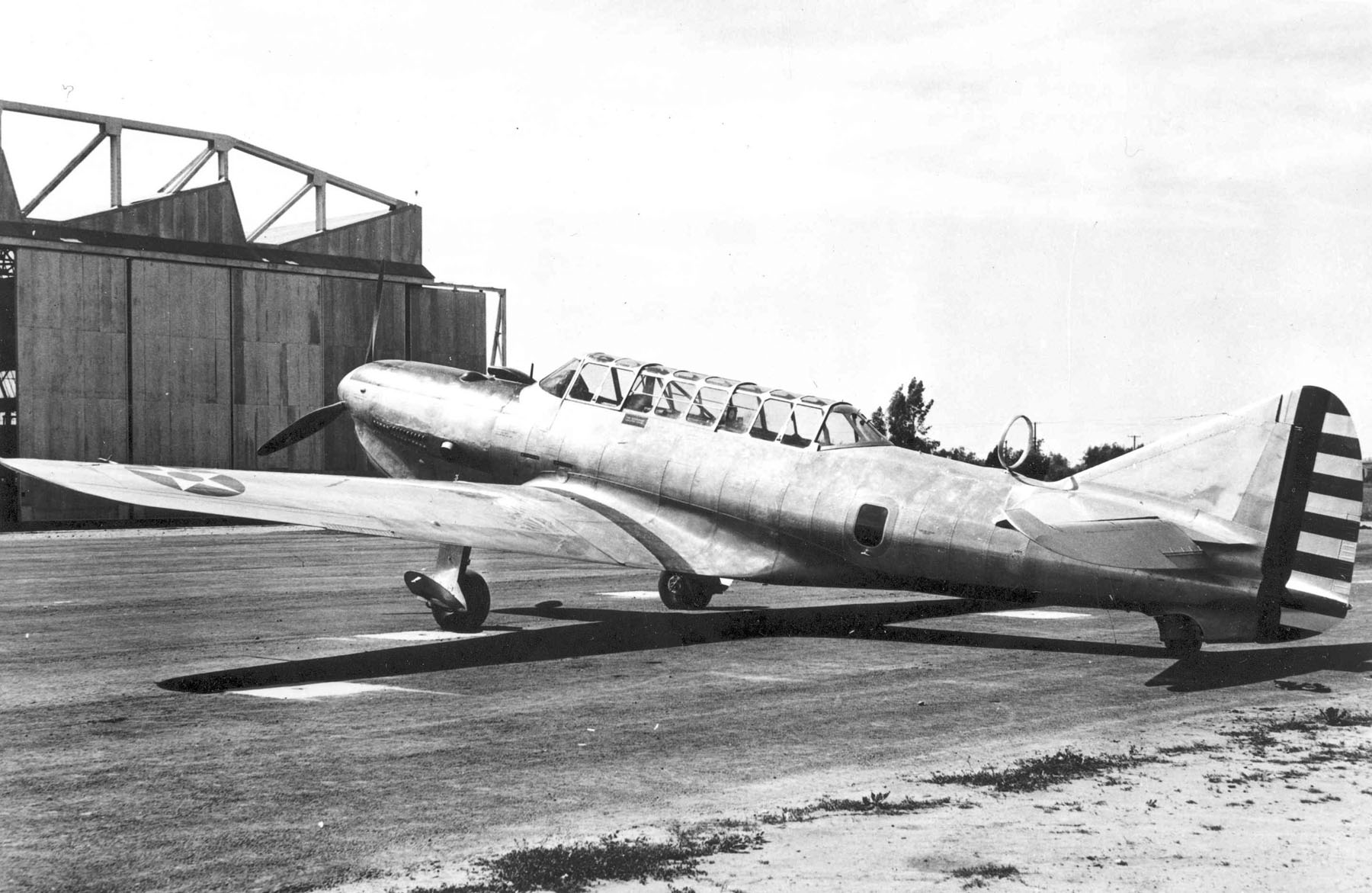
Vultee YA-19A com um motor Lycoming O-1230

YA-19
Variante do V-11-GB para o Corpo Aéreo do Exército dos Estados Unidos. Sete aeronaves construídas.
YA-19A
O último YA-19 foi redesignado e concluído para ser utilizado como teste de motores. Equipado com um maior estabilizador vertical (para uma melhor estabilidade direcional) e motorizado com um Lycoming O-1230.
YA-19B
O segundo YA-19 construído foi redesignado após ser equipado com um motor radial Pratt & Whitney R-2800 Double Wasp, para teste de motores.
YA-19C
O YA-19A foi redesignado após ser equipado com um motor Pratt & Whitney Twin Wasp R-1830-51. O desempenho era similar ao do YA-19.
A-19
Os cinco YA-19 remanescentes foram redesignados A-19.

### Designações soviéticas
BSh-1
Versão de ataque ao solo blindada produzida sob licença. Motorizado com um M-62 de 920 hp. A produção foi suspensa após terem sido produzidas 31 aeronaves.
PS-43
Designação do BSh-1 quando utilizado pela Aeroflot como avião de transporte.

## Operadores

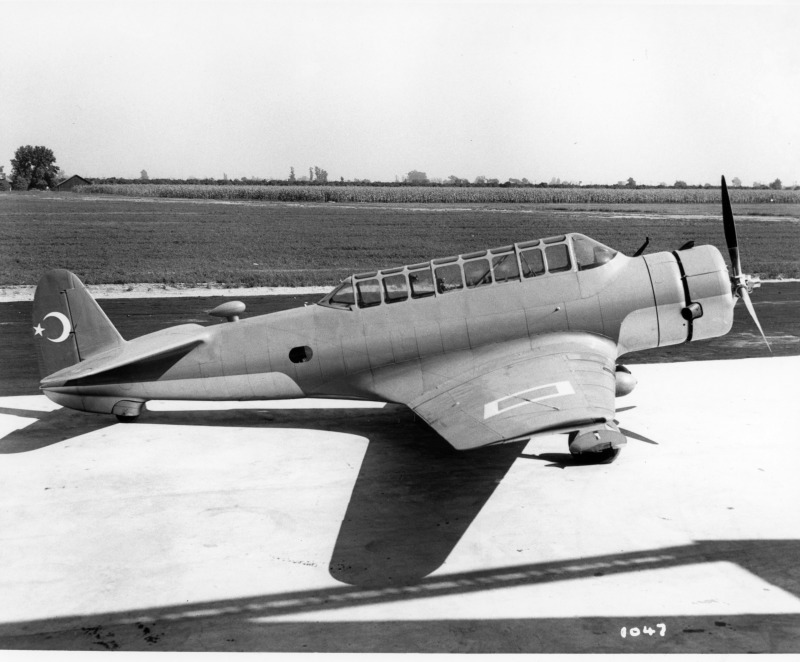
V-11-GB turco

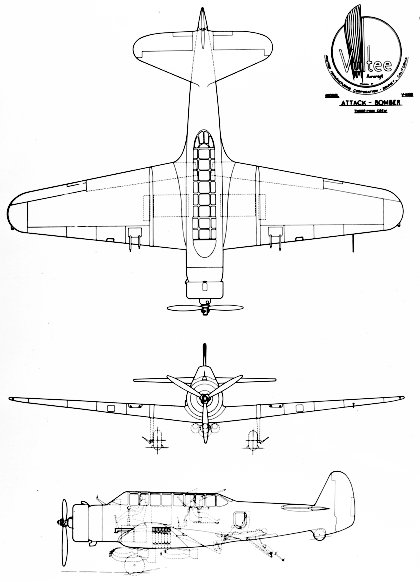
Desenho do Vultee V-11GB

Brasil
Aviação do Exército Brasileiro – Vultee V-11-GB2 (25 entregues)
Força Aérea Brasileira - aeronaves transferidas quando a Força Aérea foi criada
 Taiwan
- Força Aérea de Taiwan
  - 14º Esquadrão – Vultee V-11G (30)[3], V-12C (25 entregues de um pedido de 26, que foi construído mas nunca entregue)[14] & Vultee V-12D (52 entregues)[14]

 União Soviética
Força Aérea Soviética – Vultee V-11GB (4 entregues) & BSh-1 (31-35 construídos na fábrica Menzhinskii em Moscou)
 Turquia
- Força Aérea Turca
  - 2º Regimento – Vultee V-11GB (41 entregues)[13]

 Estados Unidos
Corpo Aéreo do Exército dos Estados Unidos – A-19/V-11GB (7 entregues)

### Citações
1. ↑  Wegg 1990, pp. 155-157
2. ↑  Wegg 1990, pp. 168
3. 1 2 3  Wegg 1990, p. 155
4. ↑  Norton, 2008, p.182
5. ↑  Green and Swanborough Air Enthusiast Julho de 1974, p. 29.
6. ↑  Green and Swanborough Air Enthusiast Julho de 1974, p. 32.
7. ↑  Green and Swanborough Air Enthusiast Julho de 1974, p.39.
8. ↑  Green and Swanborough Air Enthusiast Julho de 1974, p.42.
9. ↑  Gustavsson, Hakans. «Håkans Aviation page – Sino-Japanese Air War 1939» (em inglês)
10. ↑  «The Maritime Patrol Aviation of the Brazilian Air Force in World War II» (em inglês). Consultado em 18 de dezembro de 2020
11. ↑  Green and Swanborough Air Enthusiast Julho de 1974, p.38.
12. ↑  Wegg 1990, pp. 155–156
13. 1 2 3 4 5 6 7 8 9  Wegg 1990, p. 156
14. 1 2  Wegg 1990, p. 157